# Giuseppe Maria Morganti
Giuseppe Maria Morganti (ur. 12 marca 1955 w San Marino) – sanmaryński dziennikarz i polityk, od października 2002 do marca 2003 jeden z dwóch kapitanów regentów, od 2012 do 2016 minister edukacji.
Pracował jako dziennikarz w gazecie "La Tribuna sanmarinese", następnie w domu wydawniczym Edizione AIEP. W 1998 bezskutecznie ubiegał się o mandat parlamentarny z list Sanmaryńskiej Demokratycznej Partii Progresywnej. Od 2001 bez przerwy zasiada w parlamencie z ramienia różnych partii. Od 1 października 2002 do 1 kwietnia 2003 pełnił funkcję kapitana regenta San Marino.
Od kwietnia 2003 do lutego 2005 był sekretarzem generalnym lewicowej Partii Demokratycznej, następnie po jej fuzji z Partią Socjalistów i Demokratów do grudnia 2007 pełnił w tym drugim ugrupowaniu analogiczną funkcję. Od 2008 do 2012 przynależał do parlamentarnych komisji prawnej i spraw zagranicznych. Od 2012 do 2016 kierował resortem edukacji, odpowiadając także za uniwersytety, kulturę i sprawy socjalne. W 2016 przeszedł do nowo utworzonej Socjalistycznej Lewicy Demokratycznej, w której objął przywództwo i z ramienia której zdobył mandat.
W 2002 otrzymał rumuński Łańcuch Orderu Gwiazdy Rumunii.